# Fractura de esternón
La fractura de esternón es una deformación o falta de continuidad lineal del esternón, originado por fuerzas que exceden a la resistencia final del material que forma el hueso. 
Lo más frecuente es que se produzcan por traumatismo o por accidentes.
Estas fracturas son graves porque suelen implicar traumatismo cardíaco. Pueden provocar inestabilidad de la pared torácica y requerir fijación.

## Anatomía
El esternón es un hueso torácico  que se sitúa subcutáneamente en la línea media anterior y es palpable a lo largo de toda su longitud. Se encuentra entre las prominencias de los extremos mediales de las clavículas y las articulaciones esternoclaviculares.
La función del hueso es de protección de vísceras torácicas  y unión de la parrilla costal en toda su longitud.
Puede palparse la escotadura esternal (o yugular) en el manubrio. La cual se sitúa al nivel del borde inferior del cuerpo de la vértebra T2 y el espacio entre la 1.ª y la 2.ª apófisis espinosa torácica.
El manubrio de aproximadamente 4 cm de longitud, se sitúa a nivel de los cuerpos de las vértebras T3 y T4.  
El ángulo del esternón es palpable y a menudo visible en las persones jóvenes, debido al ligero movimiento que se produce en la articulación. Este ángulo se sitúa entre la 3.ª y 4.ª apófisis espinosa torácica. El mismo ángulo señala  el nivel del segundo par de cartílagos costales. El lado izquierdo del manubrio es anterior al arco de la aorta, y su lado derecho se sitúa cubriendo directamente  la unión de las venas braquiocefálicas para formar la vena cava superior. 
El cuerpo del esternón de aproximadamente 10 cm de longitud se sitúa anterior al borde derecho del corazón y las vértebras T5 a T9.
La apófisis xifoides se sitúa en una leve depresión, la fosa epigástrica (esta fosa se utiliza como guía para la reanimación cardiopulmonar o RCP). 
La articulación xifoesternal es palpable y a menudo puede observarse como una cresta  al nivel del borde inferior de la vértebra T9.

## Causas
Pueden producirse lesiones por aplastamiento, como por una compresión traumática de la pared torácica en accidentes de tráfico, cuando el tórax del conductor se aplasta contra el volante. Esto siendo más frecuente en años pasados donde los autos no incluían bolsas de aire.

También puede incluirse el trauma directo al tórax, ya sea por golpes o heridas de arma blanca (la cual no necesariamente, penetra lo suficiente para causar daño en órganos internos, pero si lo suficiente como para fracturar el esternón).
Otra causa, sería la fractura patológica, la cual se produce con una fuerza del hueso menor a lo normal como en infecciones, tumores, enfermedades óseas metabólicas, o puede ocurrir posterior a una cirugía en el hueso.

## Localizaciones
Lo más frecuente es la fractura del cuerpo del esternón, debido a ser el área de mayor tamaño en dicho hueso. 
En los adultos mayores la localización más frecuente es en el ángulo del esternón, donde la articulación manubrioesternal se ha fusionado, llevando a una luxación de  dicha articulación.

## Tipos
El tipo de fractura más frecuente del esternón es la conminuta. Que quiere decir, fractura con múltiples fragmentos. 
Las fracturas conminutas durante la curación pueden producir algún tipo de infección en el foco de la fractura, si esta infección aparece, se debe de eliminar antes de que llegue a afectar la unión ósea, debido a que puede complicar la reparación ósea. 
Con frecuencia este tipo de fractura deja alguna deformidad.

## Complicaciones
La preocupación más importante en las lesiones esternales no es la fractura en sí misma, sino la posibilidad de lesiones cardíacas o pulmonares. Pudiendo dar lugar a una contusión del miocardio, rotura cardíaca, taponamiento, derrame pleural, hemotórax, entre otras.
La reparación ósea también puede fracasar por concentraciones inadecuadas de calcio o fósforo, deficiencias vitamínicas, infección sistémica, diabetes o una insuficiencia vascular.

## Diagnóstico
En el diagnóstico se pueden utilizar las manifestaciones clínicas de una fractura, que incluyen: dolor, tumefacción, deformación, equimosis, inestabilidad y crepitación. 
Para confirmar el diagnóstico, se utilizan dos radiografías en distintos ángulos y  TAC ( tomografía axial computarizada  ).

## Pronóstico
La tasa de mortalidad asociada a las fracturas de esternón es del 25% a 45%, en gran parte debido a estas lesiones subyacentes. En los pacientes con una contusión esternal debe realizarse una evaluación de las lesiones viscerales subyacentes, tales como corazón o pulmón.